# Сенека Старший
Луцій Анней Сенека (відомий під іменами Сенека Старший і Сенека Ритор; лат. Lucius Annaeus Seneca maior; близько 54 до н. е., Кордова, суч. Іспанія — бл. 39 н. е.) — давньоримський письменник та оратор. Батько філософа Сенеки Молодшого і політ. діяча Луція Юнія Галла Аннея. Дід письменника Лукана (племінника Сенеки Молодшого).
Виходець із Піренеїв, виховувався у Римі. Писати почав вже у поважному віці.

## Головна праця, яка дійшла до наших днів
«Oratorum et rhetorum sententiae, divisiones, colores» («Висловлювання ораторів і риторів, аналіз робіт, художні засоби») складається із двох великих частин: Controversiae («Контроверзах» чи «Протиріччя») — 10 книг і Suasoriae («Свазорії», буквально: «Переконувальні промови») — 1 книга. Це поради з риторики та ораторського мистецтва. У «Контроверзах» на конктретних судових справах описано 74 юридичні позови, розглянуті з точки зору обвинувачення і захисту. Автор написав до кожної книги вступ; під час розгляду окремих випадків він дотримувався усталеного порядку: спочатку викладав аргументи обидвох сторін (т. зв. сентенції), потім — юридичний аналіз справи (дивізії) і, нарешті, риторичні, художні і стилістичні засоби, які допомагали ораторам пролити світло на справу (колори). Сенека у цьому творі використав власний багаторічний досвід побаченого на судах, використавши свою хорошу пам'ять.